# Éunoe
Éunoe, «buen conocimiento», es un término de la mitología clásica que tiene dos versiones, una ninfa y un río que discurre por el Purgatorio.

## Mitología griega
En la mitología griega Éunoe (en griego antiguo: Εὐνόη, Eunóē) es una ninfa náyade, hija del río Sangario. Según una variante Éunoe era la esposa del rey frigio Dimante y madre de Hécuba, la esposa del rey Príamo.

## Divina comedia
En la Divina comedia el río Eunoe se encuentra en la cima del monte Purgatorio. En palabra de Matilda, es uno de los ríos que tienen su origen en el jardín del Edén: las aguas del Leteo hacen «olvidar» los males cometidos, y las del Eunoe hacen recordar los bienes realizados. Se menciona que para ascender al Paraíso debe beberse las aguas de este río. También indica que este es el Parnaso cantado por los poetas, que aquí es siempre primavera y aquí se bebe el néctar del que todos hablan. Tras beber las aguas de los dos ríos, Dante sigue a Beatriz hacia el tercer y último reino, el del Paraíso. La Divina comedia utiliza una palabra griega, obviamente inspirándose con el Erídano de Virgilio o el Mnemósine, río del «recuerdo» de los órficos.